# Scooter ai World Skate Games
Lo scooter è inserito nel programma dei World Skate Games dalla seconda edizione che si è svolta nel 2019.

## Edizioni
| Giochi | Anno | Sede         | Gare |
| ------ | ---- | ------------ | ---- |
| II     | 2019 | Barcellona   | 2    |
| III    | 2022 | Buenos Aires | 2    |
| IV     | 2024 | Roma         | 6    |

## Medagliere complessivo
Aggiornato alla quarta edizione
| Posiz. | Nazione       | Oro | Argento | Bronzo | Totale |
| ------ | ------------- | --- | ------- | ------ | ------ |
| 1      | Stati Uniti   | 4   | 2       | 1      | 7      |
| 2      | Regno Unito   | 3   | 3       | 3      | 9      |
| 3      | Francia       | 2   | 2       | 2      | 6      |
| 4      | Australia     | 1   | 0       | 2      | 3      |
| 5      | Nuova Zelanda | 0   | 1       | 1      | 2      |
| 5      | Polonia       | 0   | 1       | 1      | 2      |
| 7      | Germania      | 0   | 1       | 0      | 1      |
| Totale | Totale        | 10  | 10      | 10     | 30     |